# بینجای
بینجای (اندونزیایی: Binjai) شهری در استان سوماترای شمالی کشور اندونزی است. جمعیت این شهر بر اساس سرشماری سال ۱۹۹۰ میلادی، ۱۲۷٫۱۸۴ نفر و بر اساس سرشماری سال ۲۰۰۰ میلادی، ۱۸۹٫۷۶۶ بوده که در سال ۲۰۰۷ میلادی به ۲۴۶٫۱۸۵ نفر افزایش یافته‌است.